# Andologenses
Los andologenses son unos pueblos antiguos de Navarra, estipendiarios de la república romana, según Plinio, y que acudían al convento jurídico cesaraugustano. 

## Historia
Tomaron el nombre de Andelus, ciudad que Tolomeo coloca en la Vasconia entre Bituris y Nemanturisa. Su correspondencia es incierta y diversa según los autores, pero no hay datos bastantes para fijar su situación.
El que fuera obispo de Pamplona, Prudencio de Sandoval, afirmaba en 1614 que Andologesi es Andosilla.  La siguiente referencia aparece en la obra de José de Moret en 1766, que consideraba errada tal identificación y lo vincula con Andelón (sic) y de ahí, los «andelonenses sus naturales.» Su corrección la basa en una «piedra del tiempo de los Romanos, que descubrimos con otras en el Pueblo de Santacara, y se halló allí, a la orilla del río Aragón, poco ha.» De esta premisa, Moret pasa a vincular Andelón con Andión, «a media legua al Occidente de la Villa de Mendigorría.» Está hablando Moret de Andelos y los Andelonenses que también cita Plinio. También Moret informa sobre su condición dentro del convento jurídico cesaraugustano citando a Plinio:

De los latinos viejos los cascanteses, los ergavicenses, los graccurritanos, los tarrageses, confederados, stipendiarios los andologenses, los arocelitanos, los calagurritanos, por sobrenombre fibularenses, los carenses, los iturisenses, los ilumberitanos, los iacetanos, los pompelonenses, los segienses.
José de Moret, 1766

Bastante más tarde, Julio Altadill volvía a retomar la hipótesis de Sandoval para afirmar, en 1923, que tal era el nombre que llevaban los pobladores de Andosilla. Más aún, tras indicar que se fundó en la margen izquierda del río Ega, a corta distancia por el sureste de Cárcar, precisa «esta situación para evitar la confusión de esta villa con la también romana Andelona, Andión, sita a tres kilómetros de Mendigorría (monte rojo en lengua vasca) y del cual nos hemos ya ocupado.»